# Jay Lane
Jay Lane (San Francisco, 5 dicembre 1964) è un batterista statunitense, attuale membro dei RatDog (con Bob Weir), degli Scaring the Children e della band hip hop/fusion Alphabet Soup ed ex-membro della band alternative metal Primus.
Ha vinto il premio di Miglior batterista dell'anno ai California Music Awards del 2002. Attualmente vive a San Francisco con la sua famiglia.

## Biografia
Nato a San Francisco, Lane ha iniziato a prendere lezioni di batteria all'età di 9 anni. A 16 a un camping estivo di musica conosce Dave Shul, futuro chitarrista degli Spearhead, la band di Michael Franti, e il sassofonista Dave Ellis.
Nei primi anni ottanta suona con Shul negli Ice Age e con Ellis nella band ska-punk Uptones. Nel 1988 Lane accetta di rimpiazzare il batterista dei Primus Tim Wright e si unisce alla band, con Les Claypool e Todd Huth. Lane vi resterà per otto mesi, registrando col gruppo il demo Sausage. Deciderà poi di abbandonare la band per dedicarsi unicamente al suo progetto nel gruppo ska Freaky Executives.
Nel 2010 si riunisce ai Primus con Claypool e LaLonde, con i quali registra l'EP gratuito June 2010 Rehearsal e un nuovo album in studio, Green Naugahyde, uscito nel 2011., per poi uscire dalla band nel settembre 2013.